# 消防組

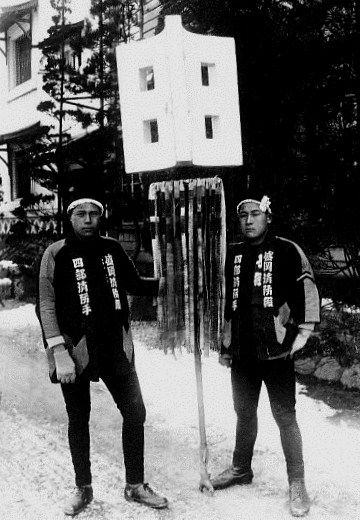
纏を持つ盛岡消防組員

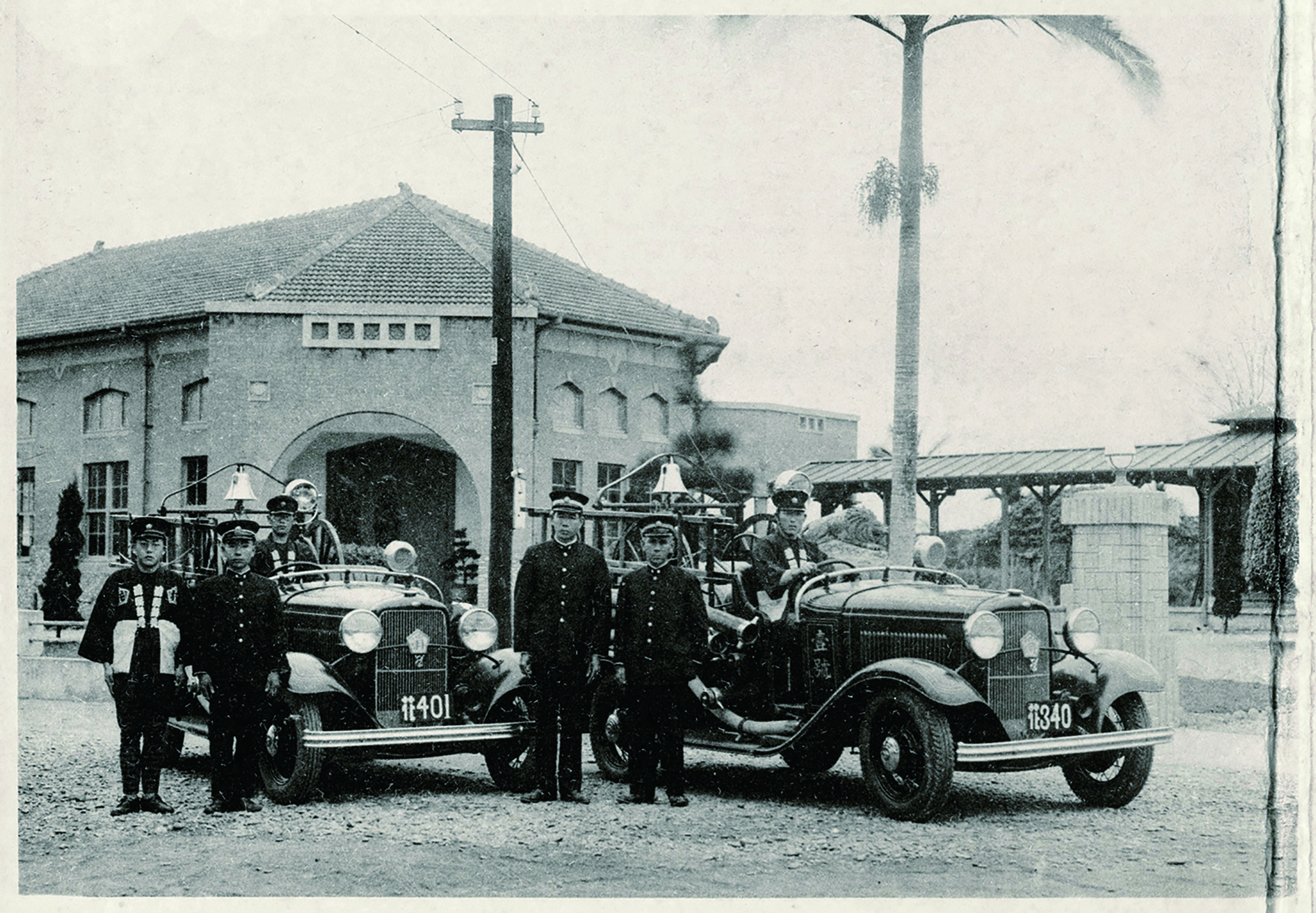
日本統治下の台湾・花蓮港の消防組

消防組（しょうぼうぐみ）は、戦前の日本において消防活動を行った非常備の消防機関。現在の消防団に相当する組織である。

## 概要
明治維新後、各地の消防組織は町火消などの江戸時代の組織をそのまま継承するなど、地域によってばらつきがあった。名称も「消防組」「火消組」「水火防組」など、まちまちであった。運営母体も市町村による「公設」の組織と地域住民の有志による「私設」の組織が混在していた。
1894年（明治27年）2月10日、政府は「消防組規則」（明治27年勅令第15号）を公布し、全国的統一を図ることになった。従来の市町村条例による義勇消防組の設置を廃し、知事の管掌とし、組織運営の全国的な統一基準を定めた。そして消防組未設置の市町村についても、漸次設置を進めていった。
1923年2月27日、消防組規則が改正され、纏（まとい）が廃止された。
1939年（昭和14年）、空襲から身を守る防空業務を担っていた防護団を吸収し、消防組は警防団に改編された。

## 消防組規則の要旨
府県知事の権限明確化
府県知事（東京府では警視総監）が消防組を設置し、府県警察部（東京府では警視庁）が指揮監督するものとした。
消防組員の階級
「組頭」「小頭」「消防手」の三階級制とした。
消防組費用の市町村負担
警察が消防組を指揮監督するものとしたが、費用は従来どおり市町村が負担するものとした。

## 組員

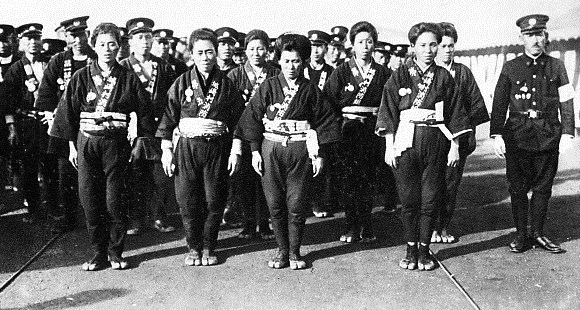
城崎村の女性消防組員

消防組員は、町火消以来の伝統や職務の性格上、圧倒的に男性が多かったが、女性も消防組員になることができた。福井県丹生郡城崎村（現在の越前町）では、1914年（大正3年）には女性だけの消防組が誕生している。城崎村は漁村で、遠洋漁業や出稼ぎなどで成人男性がほとんど不在だったからである。